# Tagosodes elpenor
Tagosodes elpenor är en insektsart som först beskrevs av Ronald Gordon Fennah 1964.  Tagosodes elpenor ingår i släktet Tagosodes och familjen sporrstritar. Inga underarter finns listade i Catalogue of Life.